# مروانيون
المروانيون أو الدولة الدوستكية (بالكردية: Dewleta Merwanî) سلالة کُرديّة سنية حكمت في شمال سوريا وجنوب الأناضول، سنوات 990-96/1084 م. بعد وفاة عضد الدولة البويهي (983 م)، بدأت الدولة البويهية في الانحلال. قام أحد قادة العشائر الکردیة واسمه أبو علي بن مروان (990-997 م) بإنشاء إمارة مستقلة في ديار بكر وميافارقين. بسبب الحروب المتواصلة مع جيرانهم، وضع المروانيون أنفسهم تحت حماية الفاطميين.
اتخذ المروانيون مدينة ميافارقين عاصمة لهم، وكانت اللغة الکردیة هي اللغة المحكية والرسمية في إمارتهم. عرفت الدولة أوجها السياسي أثناء عهد كل من أبي منصور (997-1011 م) ثم نصر الدولة أحمد (1011-1064 م). قام الأمراء المروانيون بتشجيع حركة العمران وبناء المدن، كما شجعوا العلماء والأدباء في دولتهم. قام المروانيون بصد غزوة لإحدى قبائل الغز (الأغوز) التركمانية في المنطقة سنة 1041/1042 م. بعد سنة 1061 م بدأ أفراد الأسرة في التناحر وأخذت الدولة تضعف. وضع هؤلاء أنفسهم تحت وصاية السلاجقة منذ 71/1070 م، إلا أن حركتهم هذه لم تشفع لهم، فقام السلاجقة بطردهم وأجلوهم عن منطقة ديار بكر نهائيا سنة 1084 م. سنة 1096 م، تم القضاء على آخر الحكام من أفراد الأسرة. 

کتب ابن بطلان کتابه (دعوة الأطباء) للأمیر نصر الدولة أبي نصر أحمد بن مروان بن دوستك الکردي الحمیدي، الملقب صاحب الدولة، نصیر الدین أمیر میافارقین ودیار بکر الذی ملك هذه البلاد بعد أن قتل أخاه أبا سعید منصور بن مروان فی قلعة الهنتاج لیلة الخمیس خامس جمادی الأولی سنة 401 ه، وکان رجلا مسعودا عالي الهمة حسن السیاسة کثیر الحزم قضی من اللذات وبلغ من السعادة ما یقصر الوصف عن شرحه. و حکی ابن الأزرق الفارقي فی تاریخه أنه لم ینقل عن نصیر الدولة أنه صادر أحدأ فی أیامه سوی شخص واحد قص قصته. وقد عاش الأمیر نصیر الدولة 77 سنة وکانت إمارته 55 عاما. جاء ذکر ذلك في وفیات الأعیان لابن خلکان وفی تاریخ الحکماء لابن القفطي وفی مختصر الدول لابن العبري.

## قائمة الأمراء
|   | الحاكم                                                     | الحياة    | الحكم     |
| - | ---------------------------------------------------------- | --------- | --------- |
| 1 | عبد الله بن زكريا، انشق عن إخوته في ديار بكر               | ....-.... | 990-989   |
| 2 | جعفر بن عبد الله، خلف والده لمدة قصيرة                     | ....-1012 | 989-1012  |
| 3 | أحمد بن زكريا، أوصى له بالحكم ابن أخيه                     | ....-1061 | 1012-1061 |
| 4 | نصر بن أحمد، خلف والده                                     | ....-.... | 1061-1083 |
| 5 | منصور بن نصر، اتحدت دول آل محمد في عهده وانتخب حاكما عليها | ....-.... | 1083-1096 |